# Esther Lofgren
Esther Ruth Lofgren (Long Beach, 28 de febrero de 1985) es una deportista estadounidense que compitió en remo.
Participó en los Juegos Olímpicos de Londres 2012, obteniendo una medalla de oro en la prueba de ocho con timonel. Ganó cinco medallas en el Campeonato Mundial de Remo entre los años 2006 y 2011.

## Palmarés internacional
| Juegos Olímpicos   | Juegos Olímpicos          | Juegos Olímpicos  | Juegos Olímpicos   |
| Año                | Lugar                     | Medalla           | Prueba             |
| ------------------ | ------------------------- | ----------------- | ------------------ |
| 2012               | Londres (Reino Unido)     | Medalla de oro    | Ocho con timonel   |
| Campeonato Mundial |                           |                   |                    |
| Año                | Lugar                     | Medalla           | Prueba             |
| 2006               | Eton (Reino Unido)        | Medalla de bronce | Cuatro sin timonel |
| 2008               | Ottensheim (Austria)      | Medalla de plata  | Cuatro sin timonel |
| 2009               | Poznań (Polonia)          | Medalla de plata  | Cuatro sin timonel |
| 2010               | Cambridge (Nueva Zelanda) | Medalla de oro    | Ocho con timonel   |
| 2011               | Bled (Eslovenia)          | Medalla de oro    | Ocho con timonel   |